# 51 Pegasi b

Planeta 51 Pegasi b se rotește în jurul stelei 51 Pegasi care află în Constelația Pegas

51 Pegasi b numită oficial Bellerophon  este o exoplanetă care se rotește în jurul stelei 51 Pegasi din Constelația Pegas.
51 Pegasi b a fost prima planetă descoperită care orbitează în jurul unei stele din secvența principală, 51 Pegasi fiind o stea asemănătoare Soarelui (prima exoplanetă a fost descoperită în 1992 de către Aleksander Wolszczan, dar aceasta se rotea în jurul pulsarului PSR 1257) și a marcat un progres în domeniul cercetărilor astronomice. Acesta este prototipul pentru o clasă de planete numită Jupiter fierbinte, planete cu o suprafață gazoasă fierbinte.